# Groupement national du football amateur
 (avril 2015).

Logo du GNFA

Le Groupement national du football amateur a été créé par une décision prononcée par la commission provisoire de la Fédération royale marocaine de football le 25 mai 1998, date à laquelle une assemblée générale constitutive a été tenue à Rabat.
Cette instance a vu le jour sous le nom de « Commission nationale du football amateur » et ce conformément aux dispositions réglementaires du décret n° 2.95.443 du 22 Safar 1416 hégire (le 21 juillet 1995), afin de gérer le championnat national de 176 clubs.
En date du 5 octobre 2000, une autre assemblée générale était tenue pour procéder à une restructuration de cette entité et pour donner une nouvelles appellation sous le nom de « Rabita nationale de football amateur. »
En se référant au contenu du décret du premier ministre n° 2.04359 publié le 21 avril 2004, un nouveau nom vient de s’ajouter pour qu’elle soit définitivement connue sous le nom du « Groupement national du football amateur ». 